# كامي جوردان
كامي جوردان هو عالم رياضيات فرنسي. ولد في 5 يناير 1838 في ليون. وتوفي في 22 يناير 1922 في باريس.

## روابط خارجية
- كامي جوردان على موقع الموسوعة البريطانية (الإنجليزية)